# تشاركرتور (كفشكنان)
تشارکرتور (بالفارسية: چارکرتور) هي قرية تقع في إيران في قسم کفشکنان الريفي.